# Leshara, Nebraska
Leshara, Nebraska (енгл. Leshara) град је у америчкој савезној држави Небраска.

## Демографија
По попису из 2010. године број становника је 112, што је 1 (0,9%) становника више него 2000. године.
| Група             | 2000.      | 2010.      |
| Белци             | 99 (89,2%) | 96 (85,7%) |
| Афроамериканци    | 0 (0,0%)   | 2 (1,8%)   |
| Азијати           | 0 (0,0%)   | 1 (0,9%)   |
| Хиспаноамериканци | 5 (4,5%)   | 11 (9,8%)  |
| Укупно            | 111        | 112        |